# Trận Uyển Thành (197)
Trận Uyển Thành (197) (tiếng Trung: 宛城之战; Hán Việt: Uyển Thành chi chiến) là một cuộc binh biến diễn ra tại Uyển Thành thuộc Nam Dương vào cuối thời Đông Hán trong lịch sử Trung Quốc. Cuộc biến loạn này do thủ lĩnh quân phiệt Trương Tú - vừa mới đầu hàng quân Tào - phát động để chống lại Tào Tháo lần thứ hai.

## Bối cảnh
Năm 195, Tào Tháo đón Hán Hiến Đế về Hứa Xương. Lực lượng của Lý Thôi, Quách Dĩ suy yếu và tan rã vì tàn sát lẫn nhau. Phiêu kỵ tướng quân Trương Tế không tham gia hỗn chiến nhưng không dựa được vào Lý, Quách như trước. Vì hết lương, Trương Tế phải dẫn quân đi về phía nam, thâm nhập Tương Thành thuộc quận Nam Dương, Kinh châu- địa hạt của Lưu Biểu. Trương Tế giao tranh với quân Kinh châu, bị trúng tên tử trận. Cháu Trương Tế là Trương Tú tiếp quản quân đội của chú. Biết Lưu Biểu có thiện chí và không mang ý đối địch, Trương Tú bèn sai sứ sang liên minh, cùng nương tựa.
Trương Tú được Lưu Biểu hậu thuẫn, trở thành quân phiệt cát cứ tại Uyển Thành thuộc Nam Dương. Vì địa hạt của Tú tiếp giáp gần với Hứa Xương (nơi an trí vua Hán) của Tào Tháo, cho nên Tào Tháo rất cảnh giác với lực lượng này. 

## Diễn biến
Năm 197, Tào Tháo cất đại quân đi đánh Trương Tú ở Uyển Thành thuộc Kinh châu. Khi quân Tào đến sông Dục Thủy, Trương Tú liệu thế không chống cự được, bèn ra hàng. Tào Tháo bèn mở tiệc đãi Trương Tú. Trong tiệc, Tào Tháo lần lượt đi mời rượu, hộ tướng của Tào Tháo là Điển Vi tay cầm rìu lớn đi kèm, thường giơ rìu lên nhìn chằm chằm vào người mà Tào Tháo mời. Vì vậy trong suốt tiệc, Trương Tú và các bộ tướng đều sợ hãi, không dám ngẩng lên nhìn Tào Tháo.
Được vài chục ngày, Tào Tháo khiến Trương Tú càng bất mãn. Họ Tào ép thiếp của Trương Tế, tức thím của Trương Tú, làm thiếp, đồng thời lại lôi kéo bộ tướng Hồ Xa Nhi dưới trướng Tú. Điều đó khiến Trương Tú không chỉ thấy nhục nhã mà còn sợ bị Tào Tháo xui thủ hạ của mình phản mình. Vì vậy Trương Tú quyết định phản lại Tào Tháo.
Trương Tú hỏi kế mưu sĩ Giả Hủ (một người được Tú rất trọng dụng). Giả Hủ liền bày mưu cho Tú. Trương Tú theo kế bèn nói với Tào Tháo cho quân lính dưới quyền được mặc giáp và dùng vũ khí. Tào Tháo không nghi ngờ, bằng lòng cho phép. 
Vào một đêm, Trương Tú bất ngờ mang quân đột kích vào trại Tào. Sự việc quá đột ngột, Tào Tháo bị bất ngờ không kịp trở tay. Quân Trương Tú sấn đến trại, tướng Tào là Điển Vi đứng canh cửa, cầm kích tả xung hữu đột, chặt gãy mấy chục thanh mâu của quân Trương Tú, làm quân Trương Tú không thể vào được. Hơn 10 tráng sĩ thủ hạ của Điển Vi cũng liều chết chiến đấu với Vi. Nhưng quân Trương Tú cùng lúc đánh vào cửa trại khác nên cuối cùng tụ lại vây Điển Vi vào giữa. Các thủ hạ của Vi chết hết, bản thân Vi bị hơn 10 vết thương. Một mình Điển Vi quần thảo với quân Trương Tú, giết thêm vài chục người, cuối cùng vì bị quá nhiều vết thương nên ngã xuống đất chết, mắt còn mở to. Điển Vi chết tới nửa ngày, quân Trương Tú mới dám tiến lại. 
Tào Tháo cũng bị một trận nguy khốn, bị trúng mũi tên từ quân Trương Tú, nhưng nhờ có Điển Vi đánh chặn một cửa nên có thời gian dẫn khinh kỵ chạy thoát qua cửa sau. Sau đó quân Trương Tú tiếp tục truy kích. Con cả Tào Tháo là Tào Ngang và cháu Tào Tháo là Tào An Dân đều bị quân Trương Tú giết chết. Tào Tháo phải cho quân rút lui về Vũ Âm.     
Quân Tào đều hoảng loạn trên đường rút chạy. Chỉ riêng có tướng Vu Cấm dẫn quân đánh đuổi quân truy kích mà vẫn giữ được trật tự và rút về Vũ Âm. Quân Vu Cấm tuy chịu nhiều tổn thất, nhưng vẫn giữ được kỷ luật, chiến đấu sát cánh tới cùng. Khi Trương Tú thôi không truy đuổi nữa, Vu Cấm dẫn quân về đường hoàng dù quân Tào vừa thua trận.

## Trong Tam Quốc diễn nghĩa
Trong tiểu thuyết Tam Quốc diễn nghĩa, trận đánh được La Quán Trung mô tả tương tự như trong sử sách, chỉ thêm hai chi tiết là: người thiếp của Trương Tế (bị Tào Tháo chiếm đoạt) mang họ Châu; và bộ tướng của Trương Tú là Hồ Xa Nhi ăn trộm đôi thiết kích của Điển Vi (lúc Vi say rượu) làm Vi không có vũ khí. Trận chiến diễn ra ở hồi thứ 16.